# Gilbert Bessi
 (avril 2012).
Si vous disposez d'ouvrages ou d'articles de référence ou si vous connaissez des sites web de qualité traitant du thème abordé ici, merci de compléter l'article en donnant les références utiles à sa vérifiabilité et en les liant à la section « Notes et références ».
Gilbert Bessi (né le 9 juillet 1958) est un pilote de bobsleigh et athlète monégasque. Il a participé à quatre Jeux olympiques d'hiver (1988, 1992, 1994 et 1998) et un d'été (1988).
Il a fait équipe en bobsleigh à deux avec le prince Albert Grimaldi lors des Jeux de 1988 et de 1994. À Séoul en 1988, il concourt également sur le 100 mètres en athlétisme. Dernier de sa série avec un temps de 11 s 55, il se classe 108e sur 110 participants, derrière le sud-yéménite Ehab Fuad Ahmed Nagi mais devant le libérien Samuel Birch.